# NGC 4520
NGC 4520 (другие обозначения — IC 799, NPM1G −07.0367, PGC 41748) — линзовидная галактика в созвездии Дева
Этот объект входит в число перечисленных в оригинальной редакции «Нового общего каталога».
В галактике вспыхнула сверхновая SN 2000bk. Её пиковая видимая звёздная величина составила 17.